# Ильченко, Владимир Сергеевич
Владимир Сергеевич Ильченко (род. 30 апреля 1996) - российский трековый велогонщик, выступающий за команду Marathon-Tula.

## Достижения

### Трек
2016
Чемпионат России
 1-й в гонке преследования 4 км парами (с Павлом Свешниковым)
 2-й в гонке с выбыванием
 2-й в гите 1000 м с ходу
2018
Чемпионат России
 1-й в гонке с выбыванием
 3-й в мэдисоне 200 кругов (с Виктором Манаковым)
2019
Чемпионат России
 2-й в скрэтче